# Damaris Page
Damaris Page (ongeveer 1610 - 9 oktober 1669), ook bekend als Damarose Page, was een Londense bordeelhouder, ondernemer en projectontwikkelaar, en een van de meest succesvolle en beroemde prostituees van haar tijd.

## Leven en carrière
Er is weinig bekend over het vroege leven van Page. Ze werd geboren in Stepney als kind van John Aderson (Addersell) en werkte gedurende haar tienerjaren als prostituee bekend onder de achternaam Page, hoewel het niet duidelijk is hoe ze aan de naam kwam. In 1640 trouwde zij met William Baker. Op 18 april 1653 trouwde ze met James Dry in St Mary Magdalen, Bermondsey. In 1655 werd ze voor de rechtbank gedaagd wegens bigamie, omdat werd verklaard dat Damaris Page de voorgaande 15 jaar getrouwd was geweest met William Baker, hoewel het waarschijnlijk een verzonnen aanklacht was, was van dit huwelijk geen bewijs in de parochieregisters. Page verklaarde dat het huwelijk met Baker nooit was geheiligd; ze werd vrijgesproken. Ze werd tegelijkertijd beschuldigd van de moord op Eleanor Pooley op wie ze had geprobeerd een abortus uit te voeren met een vork met twee tanden. Voor dit misdrijf werd ze veroordeeld voor doodslag en zou ze zijn opgehangen; ze was echter zwanger op het tijdstip van het proces (ze "smeekte haar buik") en kreeg een vervangende gevangenisstraf van drie jaar in Newgate Gaol-gevangenis. Na haar vrijlating zette ze haar zaken voort zoals voorheen, en bleef vrijgezel na de dood van James Dry.
Page werd rijk tijdens de hoogconjunctuur van de economische ontwikkeling van East End in Londen, door diensten als prostituee aan te bieden aan de groeiende bevolking van zeevarende arbeiders in de haven en later via bordelen. Ze leidde twee bordelen: het eerste bordeel Three Tuns in Stepney voor zeelieden en het tweede in Rosemary Lane, vlak bij de Tower of London, voor marine officieren. Veel van haar prostituees waren vrouwen wier echtgenoten waren gerekruteerd om te vechten in zeeslagen of daar waren gedood, waardoor hun vrouwen geen middelen van bestaan hadden. Tegen 1650 was Page overgegaan tot speculatie in onroerend goed en investeerde ze met het geld dat ze verdiende met haar bordelen. Ze bouwde huizen aan de Ratcliffe Highway, ten noorden van Wapping, en in woonwijken in de buurt van de Tower of London, waarvan het inkomen haar de rest van haar leven ondersteunde.
Vanaf 1665 was Page verbonden met figuren op de hoogste regeringsniveaus. De broer van Charles II, de hertog van York, die later koning James II zou worden, zou de bordelen van Page begunstigen. Ze stemde ermee in om de clientèle van de havenarbeiders onder druk te zetten om haar fortuin verder op te bouwen. Ze werkte samen met officieren als Sir William Spragg, en er werd gezegd dat "zolang Damaris Page leefde hij er zeker van was dat hij geen mannen zou missen". Haar praktijk maakte haar zeer impopulair en haar huis was een vroeg doelwit van de 'Bawdy House Riots' die plaatsvonden in maart 1668. Samuel Pepys documenteerde de aanval op het terrein van Page "de grote schurk van de zeelieden", "de beroemdste Bawd in the Towne." Zij verscheen voor een plaatselijke magistraat, Robert Manley, als slachtoffer van de rellen die aanzienlijk bezit hadden verloren; zij was een van de belangrijkste getuigen tegen Robert Sharpless, een centrale aanstichter van de rellen. Haar bewijsmateriaal kreeg tijdens de rechtszaak aanzienlijk gewicht, ondanks dat ze een ongehuwde vrouw en een bordeelhouder was.
In haar laatste jaren kreeg Page een hechte band met haar zus Margaret, aan wie ze geld naliet in haar testament. Op 9 oktober 1669, tijdens opsluiting in de Marshalsea-gevangenis, werd ze ziek en stierf. Ze werd de volgende dag begraven in St George the Martyr, Southwark. Ze had een aanzienlijk fortuin vergaard tegen de tijd van haar dood.